# Pukkisaari (ö i Mellersta Finland, Jämsä, lat 61,68, long 25,47)
Pukkisaari är en ö i Finland. Den ligger i sjön Päijänne och i kommunen Kuhmois i landskapet Mellersta Finland, i den södra delen av landet, 170 km norr om huvudstaden Helsingfors. Öns area är 6,3 hektar och dess största längd är 450 meter i öst-västlig riktning.